# Dan Curtis Johnson
Dan Curtis Johnson, auch DC Johnson und D. Curtis Johnson (geb. vor 1990) ist ein US-amerikanischer Comicautor.

## Leben
Johnson begann in den 1990er Jahren als hauptberuflicher Comicautor zu arbeiten. Johnsons bis heute bekannteste Arbeit ist die zehnteilige Serie Chase (Ausgaben #1–9, 1,000,000) – eine komplexe Mischung aus den Genres Agenten-, Mystery- und Science-Fiction-Comic – die DC-Comics von 1997 bis 1998 herausgab. Hinzu kamen verschiedene Geschichten für DCs Reihe Secret-Files (Batgirl SF #1, Flash SF #1, Green Lantern SF #1, Hawkman SF #1, Green Arrow SF #1, Guide to the DCU SF #1, JLA SF #3, JLA/JSA SF #1, DCU Heroes SF #1, DCU Villains SF #1, Silver Age SF #1) und die Reihe der 80-Page Giants (JLA 80-Page Giant #2 und 3, Legends of the DC Universe 80-Page Giant #2, Elseworlds 80-Page Giant #1, Secret Origins 80-Page Giant #1) der One Shot Sins of Youth: JLA Jr., die Ausgabe #42 Ausgabe der Serie JLA, sowie "Snow" eine fünfteilige Story über den mörderischen Mr. Freeze die 2005 in den Ausgaben #192–196 der Serie Legends of the Dark Knight erschien.
Johnsons häufigster künstlerischer Partner war dabei der Zeichner J.H. Williams III, der gelegentlich auch als sein Co-Autor fungierte. Andere Zeichner, mit denen er häufiger zusammenarbeitete, waren Charles Adlard, Carlo Barberi, Rick Burchett, Dale Eaglesham, Bob Hall, Aaron Lopresti, Shawn Martinbrough, Mark Pajarillo, Pablo Raimondi, Greg Scott, Steve Scott, Seth Fisher und Kelly Yates.